# 鄢国森
鄢国森（1930年—），男，四川南川人，中国物理化学家，四川大学教授、原校长，曾任中国化学会常务理事，四川省科学技术协会副主席。